# LMMS
LMMS(이전 명칭: Linux MultiMedia Studio)는 디지털 오디오 워크스테이션 소프트웨어이다. LMMS가 적절한 하드웨어의 컴퓨터에서 실행되면 소리 합성, 샘플 정렬, MIDI 키보드의 재생, 또 트래커, 시퀀서, 신시사이저의 기능 병합을 통해 음악을 만들어낼 수 있다. 리눅스 오디오 개발자의 심플 플러그인 API(LADSPA), 사운드폰트 (SF2) 파일, 버추얼 스튜디오 테크놀로지 (VST) 플러그인을 지원한다. GNU GPL 버전 2(GPLv2)로 출시되는 자유 소프트웨어이다.

## 소프트웨어 개요

### 시스템 요구사항
LMMS는 GNU/리눅스, OpenBSD, OS X, 윈도우를 포함하는 여러 운영 체제를 지원한다. 1 GHz의 CPU, 512 MB의 램, 2채널 사운드 카드가 필요하다.

### 프로그램 기능
LMMS는 SF2 포맷의 사운드폰트들과 GUS 패치들을 수용한다. 또, MIDI, 하이드로젠, FL 스튜디오 프로젝트(FLP) 파일들을 가져올 수 있다. 게다가 커스터마이즈된 프리셋, 샘플, 테마를 읽고 쓸 수도 있다. 오디오는 주로 MIDI, OGG, WAV 포맷으로 내보낼 수 있으며, 프로젝트들은 .mmp 또는 .mmpz 파일 포맷으로 저장된다.

## 차기 업데이트
버전 1.2.0은 현재 프리릴리스 버전이지만 이 마일스톤 업데이트는 거의 완전한 상태로, 풀 릴리스 중 96%가 준비된 상황이다.

## 플러그인

### 편집기
- Song Editor – 멜로디 작곡
- Beat+Bassline Editor – 비트, 베이스라인 작성
- FX mixer – 개수 제한 없이 FX 채널 믹싱[9]
- Piano Roll – 패턴 및 멜로디 편집
- Automation Editor

### 신시사이저
- BitInvader – 웨이브 table-lookup synthesis
- Kicker – 킥 & 베이스 드럼 신시사이저
- LB302 – 롤랜드 TB-303 모방
- Mallets
- Monstro
- Nescaline – NES 신시사이저
- Organic – 오르간 신시사이저
- OpulenZ
- FreeBoy – 게임보이 오디오 처리 장치(APU) 에뮬레이터
- SID 에뮬레이터 – 코모도어 64 칩 에뮬레이터
- Triple oscillator
- Vibed
- Watsyn
- ZynAddSubFX 프리셋

### 샘플
- AudioFileProcessor – 샘플러

### 표준
- MIDI
- SoundFont2
- 버추얼 스튜디오 테크놀로지 (VST)
- Linux Audio Developer's Simple Plugin API (LADSPA)
- 그래비스 울트라사운드 (GUS) 패치 (PatMan)
- JACK Audio Connection Kit (JACK)
- ZynAddSubFX

## 같이 보기
- 음악 소프트웨어 목록